# アメリカン・インターナショナル・ピクチャーズ
アメリカン・インターナショナル・ピクチャーズ（American International Pictures、略称：AIP）は、アメリカの映画会社。

## 概要
B級映画、ティーン映画、エクスプロイテーション映画を専門にしていた米国の映画配給製作会社。1954年にジェームズ・H・ニコルソンとサミュエル・Z・アーコフが設立した独立系の会社の一つである。市場細分化を行ってその対象を狙い撃ちにする方法を1950年代に示した。
AIPは、最初ホラー映画とSF映画に専ら取り組んだ。ロジャー・コーマンらが監督を務め、そのうちのいくつかの映画は2本立ての2本目に割り当てられた。次第に製作へと重心を移し、ついには高い製作価値をもつ映画を製作するにいたった。
その皮切りになったのはコーマン監督による『アッシャー家の惨劇』（1960年）である。エドガー・アラン・ポーの短編小説を自由に翻案し、ヴィンセント・プライスを起用し、カラーのシネマスコープで製作した。その一つが『赤死病の仮面』（1964年）であり、撮影監督をイギリスのカルト映画監督であるニコラス・ローグが担当している。AIPはまた1963年から一連のビーチ映画を製作した。
1970年代前半はブラックスプロイテーション・フィルムを量産した。後半は『悪魔の棲む家』、『ナバロンの嵐』、『ドクター・モローの島』といった有名俳優を起用した映画を製作した。

## 社の終焉
コーマンが会社を離れた後の1970年代後半はメジャー志向に転換し、高予算の作品を次々に製作。そのため、次第に経営が傾き始め、1979年にフィルムウェイズに買収される。翌年社名をフィルムウェイズ・ピクチャーズに改称。1982年にオライオン・ピクチャーズに買収され版権も移るが、同社もやがて破産しMGMに買収。またMGMもソニーに買収されさらにMGMがAmazon.comに買収されるなど転々としている。

## 再開
2020年10月7日、MGMは、スタジオがデジタルおよび限定劇場公開のために取得する映画のレーベルとしてAIPを再開したと発表した。MGMは、すべてのストリーミングプラットフォームでAIPの新しい映画を監督し、それらの劇場リリースは、その共同流通ベンチャーユナイテッド・アーティスツ・リリーシングによって処理された。再開されたAIPの最初の映画は、テイト・テイラー監督とアリソン・ジャネイ主演の『ブレイキング・ニュース・イン・ユバ・カウンティ』（2021年）である。2021年2月12日に公開された。